# Podospongiidae
Famille
Les Podospongiidae forment une famille de spongiaires de l'ordre Poecilosclerida vivant en eau de mer.

## Liste des genres
Selon World Register of Marine Species (22 mai 2016) :
- genre Diacarnus Burton, 1934
- genre Diplopodospongia Sim-Smith & Kelly, 2011
- genre Negombata de Laubenfels, 1936
- genre Neopodospongia Sim-Smith & Kelly, 2011
- genre Podospongia Barboza du Bocage, 1869
- genre Sceptrintus Topsent, 1898
- genre Sigmosceptrella Dendy, 1922